# Tres veces Ana
 (срп. Три Ане) мексичка је теленовела, продукцијске куће Телевиса, снимана 2016.

## Синопсис
Тројке Ана Лаура, Ана Летисија и Ана Лусија доживљавају саобраћајну несрећу када ауто којим је управљао њихов отац слети у реку. Гину им оба родитеља, Ана Лаура остаје без ноге, док Ана Лусију, која је изгубила памћење, односи бујица. У несрећи није повређена једино Ана Летисија, која је и изазвала трагедију. Ана Лусију проналази Соледад, жена која је нешто раније остала без кћерке. Иако сазнаје идентитет изгубљене девојчице, користи то што се она не сећа ничега и уверава је да јој је мајка. Упркос томе, што је Ана Лусија проглашена мртвом, њена бака Ернестина и стриц Маријано не одустају од потраге за њом. Годинама чине све да је пронађу, али потрага не даје резлутате.
Ана Лаура се такође нада сусрету са изгубљеном сестром — израсла је у прелепу девојку доброг срца, али је усамљена јер има комплексе због инвалидитета. Са друге стране, Ана Летисија је сушта супротност: амибициозна је, прорачуната и не жели да се Ана Лусија појави, јер би то значило да ће породично богатство морати да дели и са њом. Нарочито је плаши могућност да ће стриц Маријано, према којем гаји болесну страст, волети изгубљену братаницу више од ње. Када супруг Ане Летисије, детектив Марсело, буде на корак до проналаска њене нестале сестре, Ана Летисија наручује његово убиство. Међутим, он успева да преживи, али губи памћење. Након тога започиње нови живот под именом Сантијаго.
Како време пролази, Сантијаго сања лик своје супруге, али не зна ко је она. Када игром судбине упозна Ана Лусију, мисли да је то жена из његових снова и убеђен је да треба да буде са њом. Она се такође заљубљује у њега, али Соледад одлучује да их растави, јер зна да је Сантијаго заправо детектив Марсело. Међутим, судбина спрема ново изненађење — тројке ће се срести, Ана Летисија пред свима ће показати своје право лице, Ана Лаура ће јој се супротставити док ће Ана Лусија учинити све да остане са Марселом.

## Глумачка постава

### Главне улоге
| Глумац:         | Улога:                            |
| --------------- | --------------------------------- |
| Анђелик Бојер   | Ана Лусија Ана Лаура Ана Летисија |
| Себастијан Руљи | Марсело / Сантијаго               |
| Давид Зепеда    | Рамиро Фуентес                    |

### Споредне улоге
| Глумац:            | Улога:             |
| ------------------ | ------------------ |
| Педро Морено       | Ињаки              |
| Карлос де ла Мота  | Валентин           |
| Бланка Гера        | Соледад            |
| Моника Санчез      | Виридијана         |
| Ерик дел Кастиљо   | Еваристо           |
| Ана Берта Еспин    | Доња Ремедиос      |
| Летисија Пердигон  | доња Ћана          |
| Сусана Досамантес  | Ернестина          |
| Лаиша Вилкинс      | Џенифер "Џени"     |
| Рамиро Фумазони    | Маријано           |
| Нурија Бахес       | Леонор             |
| Луз Марија Херез   | Хулијета           |
| Оливија Бусио      | Нерина             |
| Ото Сирго          | Родриго            |
| Антонијо Медељин   | Исидро             |
| Роберто Баљестерос | Тадео              |
| Сачи Тамаширо      | Марибел            |
| Алфредо Гатика     | Орландо            |
| Алан Слим          | Хавијер            |
| Арсенио Кампос     | Сандро             |
| Роландо Брито      | Едмундо Фуентес    |
| Раул Магањо        | Игнасио            |
| Фабијан Писорно    | Факундо            |
| Рикардо Барона     | Алфредо            |
| Жаки Сауза         | Лурдес Риваденеира |
| Натали Умања       | Ђина               |
| Ванеса Агнерос     | Валерија           |
| Мару Дуењас        | Сесилија           |
| Адријана Ахумада   | Сузи               |
| Арчи Ланфранко     | Самуел             |
| Рикардо Клајнбаум  | Анибал             |
| Хосе Монтони       | Криви              |
| Еди Виљард         | Данијел            |